# LGV Atlantique
Pour l’article homonyme, voir TGV Atlantique (matériel roulant ferroviaire).
La LGV Atlantique, ou ligne nouvelle 2 (LN2), est une ligne à grande vitesse (LGV) qui dessert le Sud-Ouest et l'Ouest de la France, à partir de la gare de Paris-Montparnasse. Elle a été mise en service à partir de septembre 1989.
En forme de « Y », elle est constituée des lignes nos 431 000 et 429 000 du réseau ferré national, respectivement appelées « Ligne de Paris-Montparnasse à Monts (LGV) vers le Sud-Ouest » et « Ligne de Courtalain à Connerré (LGV) » se dirigeant vers l'Ouest. La ligne, partant de Paris, atteint en effet Monts au Sud de Tours, tandis que l'embranchement de Courtalain à l'Ouest de Châteaudun atteint Connerré à l'Est du Mans.
Au-delà du Mans et de Tours, la LGV dessert indirectement :
- Rennes, par la LGV Bretagne-Pays de la Loire ;
- Nantes, par les lignes Le Mans – Angers et Tours – Saint-Nazaire ;
- Bordeaux, par la LGV Sud Europe Atlantique dont certains trains vers Bordeaux continuent cependant d'emprunter une section importante de la ligne classique Paris – Bordeaux.

## Histoire

### Chronologie
- 1975-1976 : Le département planification de la SNCF et son Bureau d'Etudes, sous la direction de Jacques Pellegrin, étudie un projet de LGV vers Nantes et Bordeaux présenté par Gérard Mathieu[3].
- 1977 : Annonce publique du projet par le ministre Jean-Pierre Fourcade[3].
- 22 septembre 1981 : lors de l'inauguration du TGV Sud-Est, le président Mitterrand annonce la création d'une ligne de TGV vers l'Atlantique.
- 26 octobre 1981 : 1re réunion de concertation avec les élus locaux et la SNCF. L'Action républicaine du 27 octobre 1981 un article du journal note :

« l'Eure-et-Loir étant très près de Paris, les rames TGV ne s'y arrêteront pas. Dans un certain sens donc, le département subira tous les inconvénients de l'implantation de la nouvelle ligne et du passage des rames - bruit et emprise de la voie - sans en retirer aucun avantage ».
- 5 novembre 1981 : réunions avec les maires locaux : contre-projet d'une gare à Courtalain et non à Voves comme le propose la SNCF.
- Décembre : création d'un comité de coordination des maires concernés par l'emprise de la voie.
- 27 janvier 1982 : le conseil d'administration de la SNCF approuve le projet de TGV Atlantique ; au printemps, deux projets de tracés sont retenus :
  - 1 - Paris - Voves, puis Voves - Tours et Voves - Le Mans ;
  - 2 - Paris - Courtalain, puis Courtalain - Tours et Courtalain - Le Mans.

Dans les 2 cas le tronçon de Paris à Massy utilise le tracé d'un projet d'autoroute (A 10) abandonné en 1974, sur un tronçon inachevé du projet de ligne de Paris à Chartres par Gallardon.
- 7 juin 1982 : le conseil général d'Eure-et-Loir approuve le 2e tracé de la ligne avec des compensations financières, tandis que se met en place la décentralisation de l'état. (L'Écho républicain, 8/06/1982).
- Novembre : le gouvernement autorise la SNCF à lancer la procédure de déclaration d'utilité publique (DUP). Le principe de la bifurcation de la ligne à Courtalain est adopté.
- 1er janvier 1983 : la loi d'orientation des transports transforme la SNCF en un établissement public à caractère industriel et commercial fonctionnant sous le contrôle majoritaire de l'État.
- 11 mars 1983 : le préfet d'Eure-et-Loir est nommé coordonnateur de l'enquête préalable à la DUP, par lettre du ministère des Transports (1 076 W 12).
- 2 mai 1983 : arrêté inter-préfectoral d'ouverture de l'enquête publique. Celle-ci se déroule du 25 mai au 6 juillet, sans incident notable en Eure-et-Loir, grâce aux négociations préalables avec les organisations agricoles. En août, est publié le rapport de la commission d'enquête présidée par A. Doumenc.
- 15 septembre 1983 : le président Mitterrand annonce la décision de construire le TGV Atlantique. Les enquêtes pour la modification des plans d'occupation des sols (POS) incompatibles avec le projet sont lancées, ainsi que les pré-études d'aménagements foncier qui examinent les problèmes de drainage, de financements du remembrement des parcelles et de rétablissement des réseaux de communications - routes et chemins- et de distribution électrique.
- 17 mai 1984 : manifestations et affrontement entre agriculteurs et gendarmes mobiles à Vouvray (Indre-et-Loire). Un décret du 25 mai 1984 déclare la ligne d'utilité publique[4]. Ce décret est contesté par les fédérations de syndicats et d'exploitants agricoles et les diverses associations de défense du Loir-et-Cher et d'Indre-et-Loire.
- Mai-juin : enquêtes et études parcellaires et hydrauliques complémentaires.
- Juillet : ouverture du premier appel d'offres pour la construction de la nouvelle ligne de TGV.
- Octobre : création d'un Comité de soutien pour demander une gare à la bifurcation de Courtalain.
- 15 février 1985 : 1er coup de pioche à Boinville-le-Gaillard (Yvelines) ;
- 5 juin 1985 et 21 novembre 1985 : après les recours présentés devant le Conseil d'État, déclaration d'utilité publique et urgence du début des travaux de terrassements de la ligne en Indre-et-Loire, dans les Yvelines, l'Essonne et la Sarthe.
- 1er juillet 1987 : début du chantier de pose des premiers tronçons de la voie à Auneau.
- 24 septembre 1989 : mise en service de la branche vers l'Ouest de Montrouge à Connerré.
- 18 mai 1990 : la rame 325 du TGV Atlantique établit un nouveau record du monde de vitesse ferroviaire à (515,3 km/h) au point kilométrique 166,8.
- 30 septembre 1990 : mise en service de la branche Sud-Ouest de Courtalain à Saint-Pierre-des-Corps, inaugurée le 28 par François Mitterrand[5].
- septembre 2006 : la fréquentation de la ligne Sud-Ouest atteint le chiffre de 20 millions de voyageurs transportés entre Paris et Tours depuis l'ouverture de la LGV.
- 2 juillet 2017 : Prolongement de la LGV Atlantique grâce à l'ouverture de la LGV Bretagne-Pays de la Loire pour la branche Ouest vers Rennes et grâce à l'ouverture de la LGV Sud Europe Atlantique pour la branche Sud-Ouest vers Bordeaux[6].

### Les travaux

#### L'organisation des travaux
La construction de la LGV Atlantique fut partagée entre quatre groupes d'études et de travaux (GET) :
- le GET 1, basé à Massy dans la région parisienne, fut responsable des 17 premiers kilomètres de ligne, du PK 6,38 au 23,66, étant principalement constitué par la traversée couverte de la banlieue de Paris qu'est la Coulée verte et les tunnels de Fontenay, Villejust et Sceaux. Il s'est aussi chargé de la construction de la nouvelle gare de Massy TGV ;
- le GET 2, basé à Dourdan, s'occupa de la construction de la ligne entre les PK 23,66 et 106,44 où la LGV côtoie surtout l'A10, puis a une intersection avec la ligne Brétigny - Tours ;
- le GET 3, basé au Mans, se chargea de la construction depuis la bifurcation de Courtalain jusqu'au Mans, c'est-à-dire la branche ouest ;
- le GET 4, basé à Tours, fut chargé de la branche sud-ouest[7].

#### Les travaux dans la région parisienne

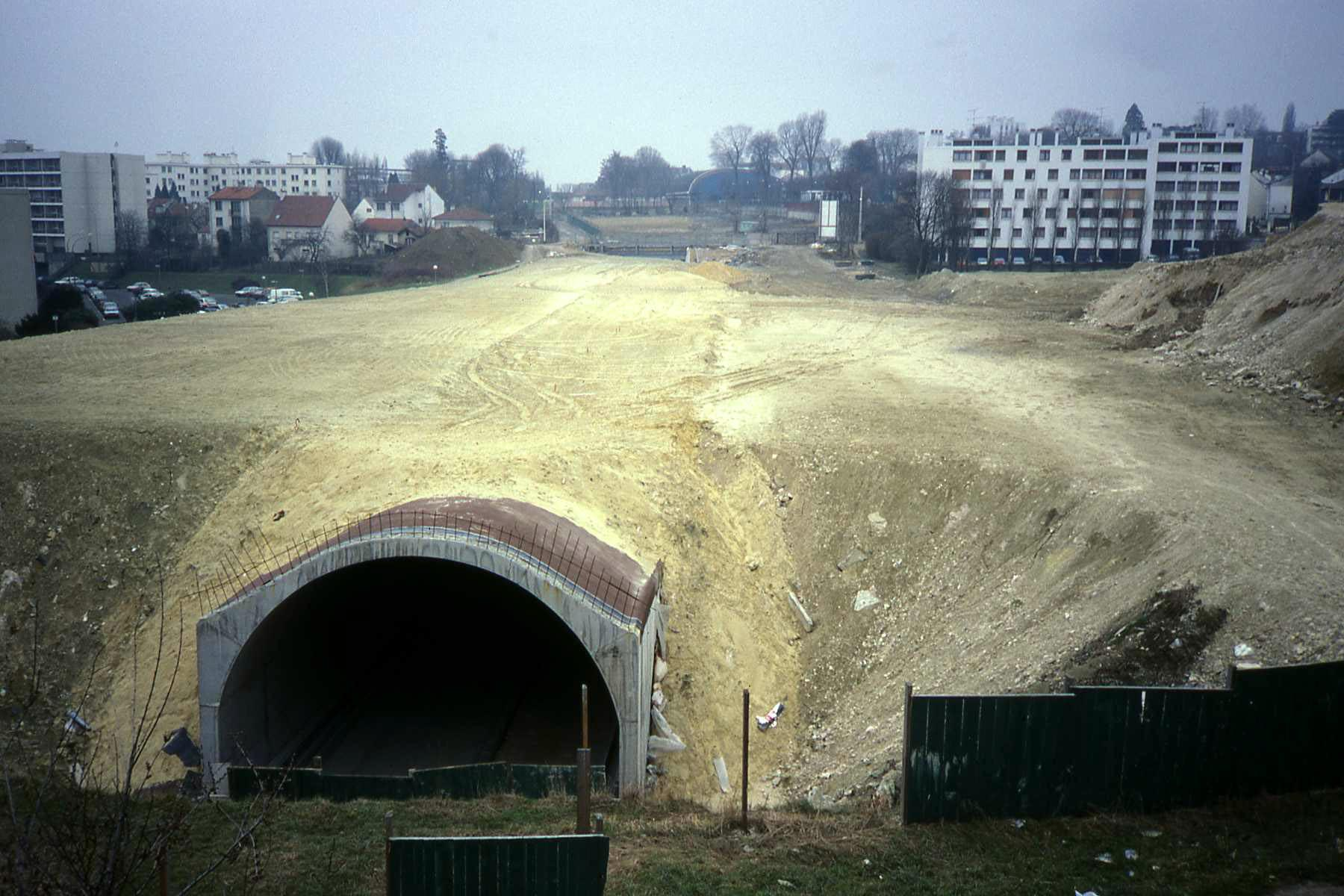
Couverture du futur tunnel sur les emprises de la ligne Paris-Chartres par Gallardon en 1987. Une coulée verte a aujourd'hui été aménagée au-dessus de la ligne.

Les travaux spéciaux de la ligne en région parisienne concernaient 18 km de ligne, entre la gare Montparnasse et le tunnel de Villejust. La SNCF disposait, entre Massy et Montrouge, de terrains non bâtis qui avaient jadis été acquis pour la ligne inachevée de Paris à Chartres par Gallardon, offrant ainsi l'opportunité de réutiliser les emprises pour le passage de la LGV. Le tracé étant dans une zone fortement urbanisée, une grande partie de la ligne fut cependant couverte ou établie en tranchée pour limiter les nuisances. Cette décision, prise en concertation avec le conseil général des Hauts-de-Seine, permit d'aménager une coulée verte au-dessus de la LGV sur les parties couvertes.
Les travaux commencèrent en 1984. Aux environs de Massy, ils ont surtout concerné des tranchées couvertes légères, limitées à un rôle de protection acoustique. Le seul ouvrage majeur de cette section est un tunnel foré à double voie, passant sous la commune de Sceaux. Plus au nord, à Fontenay-aux-Roses, il a été nécessaire de dévier provisoirement le RER B pour permettre à la nouvelle ligne de passer sous les voies de l'ancienne ligne de Sceaux.
C'est au niveau du tunnel de Villejust comportant 2 tubes, que les travaux ont rencontré les plus grandes difficultés. Le sol sablonneux rendait en effet le percement délicat, faisant craindre un temps de ne devoir ouvrir qu'un seul tube à voie unique et reporter l'achèvement du deuxième tube à une phase ultérieure. Finalement, le sol fut stabilisé et la construction continua normalement.

### Financement
La ligne a été financée par la capitalisation de l'EPIC au 1er janvier 1983 à hauteur de deux milliards de francs, l'État apportant le fonds immobilier correspondant à la plateforme ainsi que par la capacité d'emprunt de la SNCF[réf. nécessaire].
Le taux de rentabilité interne, qui était estimé à 23 % lors de la planification de la ligne, a été réévalué à 12 % en 2006, le seuil de rentabilité étant fixé à 8 %.

## Caractéristiques

### Tronc commun

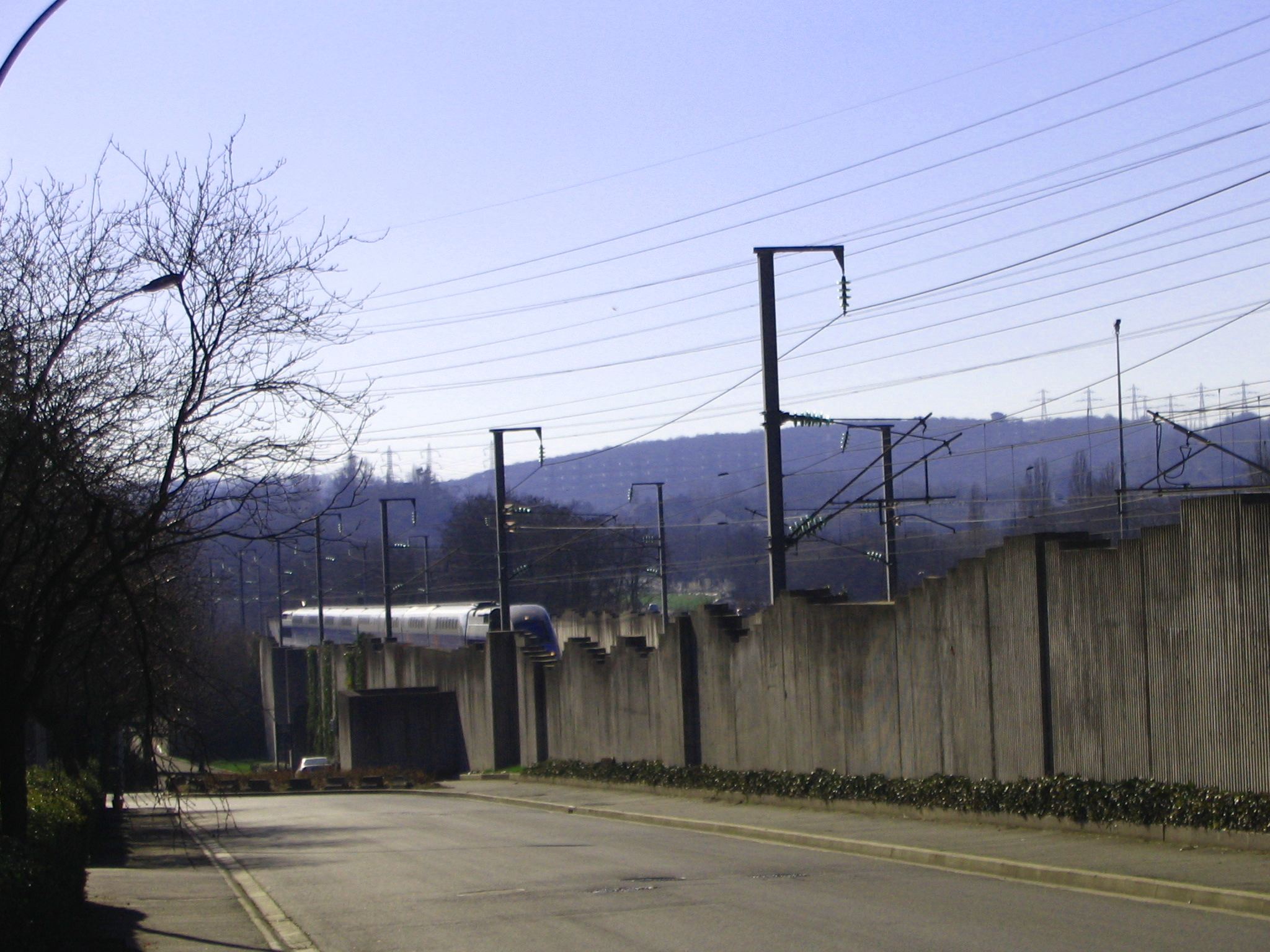
Une rame TGV Duplex sur la LGV Atlantique, à Palaiseau.

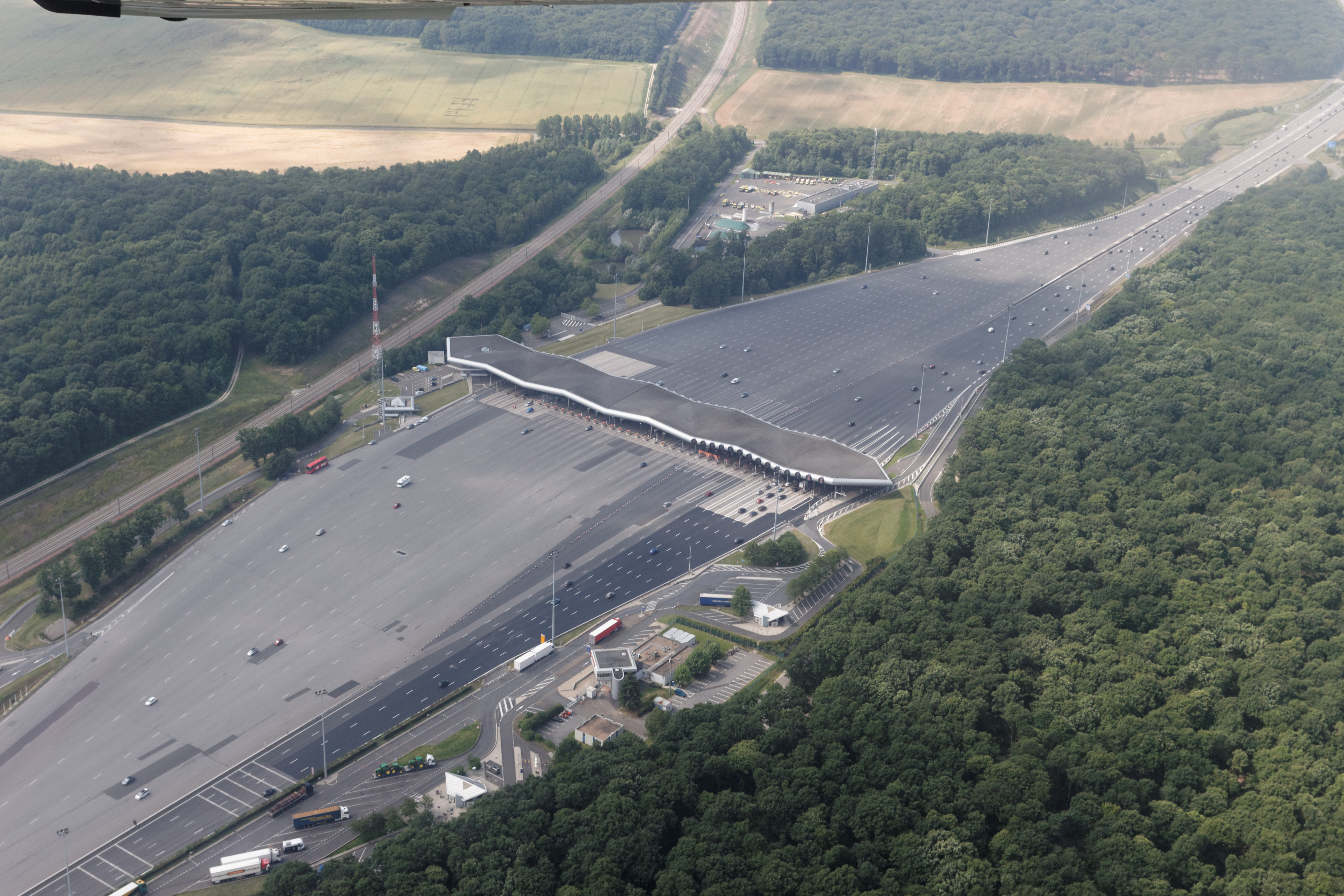
Vue aérienne du péage de Saint-Arnoult et de la LGV.

Les TGV quittent la ligne de Paris-Montparnasse à Brest un peu après un pont sur le boulevard périphérique pour parcourir la banlieue sud de Paris, en partie en souterrain sous la Coulée verte du sud parisien qui suit le tracé de l'ancienne ligne de Paris à Chartres par Gallardon.
Les TGV intersecteurs venant du Nord, de l'Est ou du Sud-Est par la LGV Interconnexion Est rejoignent la LGV Atlantique à Massy TGV via la ligne de Choisy-le-Roi à Massy - Verrières, surnommée ligne de la Grande Ceinture stratégique.
Après la gare TGV de Massy au PK 14,376, les TGV s'élancent le long de l'autoroute A10, empruntent la tranchée couverte de Villebon, puis le tunnel de Villejust long d'environ 4 800 mètres. La vitesse de 300 km/h est atteinte à la sortie de ce dernier. À hauteur du péage de Saint-Arnoult, la LGV s'incurve vers le sud et passe au-dessus de l'A10. Elle suit pendant un moment la ligne de Brétigny à Tours non électrifiée et à voie unique à partir de la gare de Dourdan - La Forêt.
La bifurcation entre les branches ouest et sud-ouest se situe sur le territoire de la commune de Courtalain au PK 130,186.
Caractéristiques techniques
- Longueur cumulée des ouvrages d'art :
  - Tunnels, viaducs couverts et tranchées couvertes : 14 316 m.
  - Ponts et viaducs : 220 m.
- Longueur totale : 124 km.
- Vitesse maximale autorisée :
  - de Paris-Montparnasse au km 4.2 : 110 km/h
  - du km 4.2 au km 5.6 : 150 km/h
  - du km 5.6 à la sortie de Massy : 200 km/h
  - de la sortie de Massy à la sortie sud du tunnel de Villejust : 220 km/h
  - de la sortie du tunnel de Villejust à Courtalain : 300 km/h

L'actuelle LGV à la sortie de Paris suit la Coulée verte du sud parisien, qui constitue en fait les emprises des années 1960-70 alors qu'il existait un prolongement jamais réalisé de l'A10 jusqu'au Périphérique (ce qui explique le coude de l'A10 au sud de la coulée pour rejoindre l'A6 via un tronçon du projet d'A87, troisième rocade parisienne réalisée seulement sur de très courtes sections, renommée depuis A126.

### Branche ouest

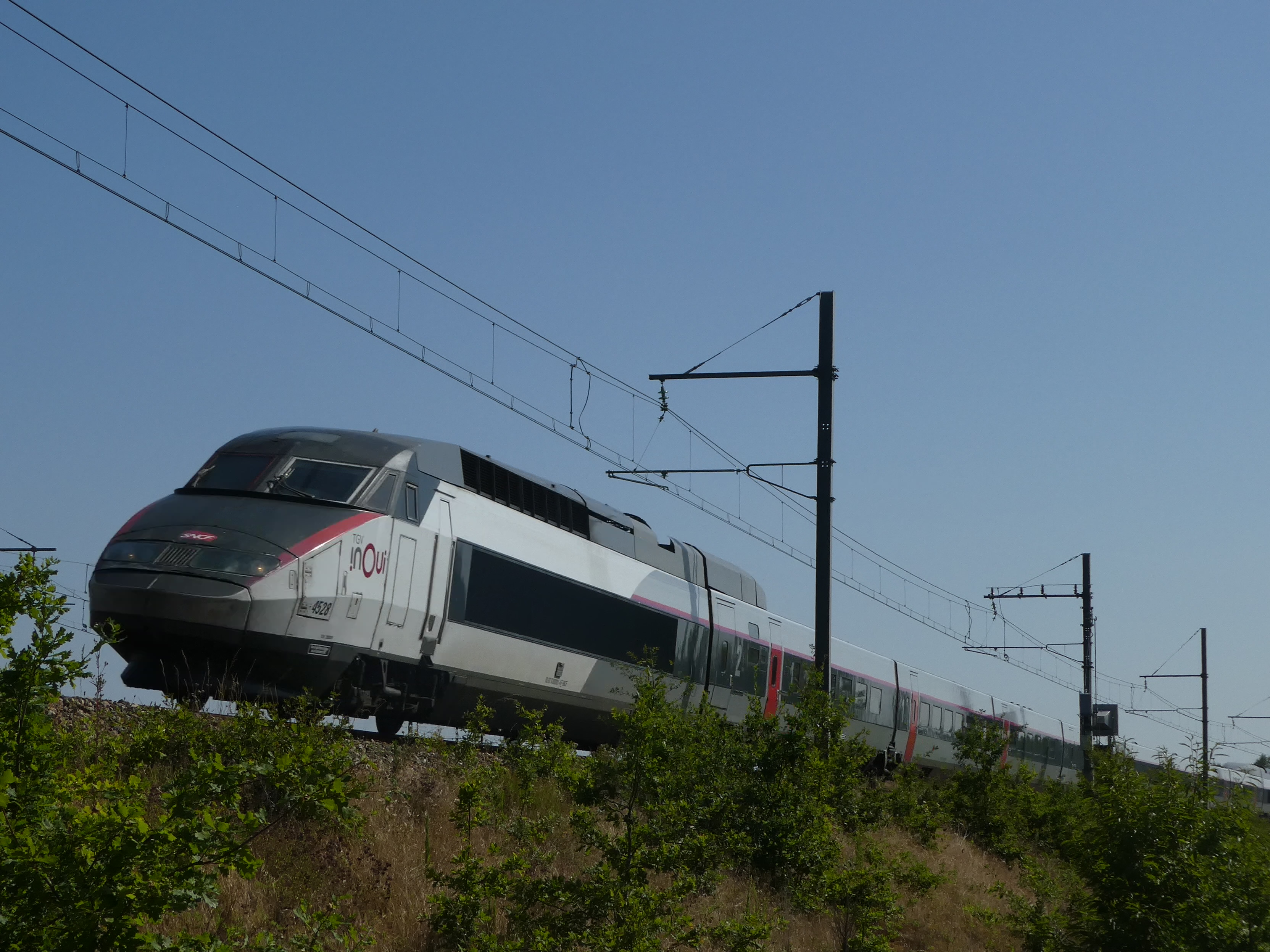
Un TGV Réseau quitte la LGV Atlantique à Connerré pour desservir la gare du Mans.

À partir de Courtalain, la section ouest de la LGV dévie presque plein ouest. Il y a plusieurs postes d'aiguillage tout relais à transit souple (PRS) : celui de Courtalain au PK 134,052, celui du Plessis au PK 149,679 et celui de Dollon au PK 172,803. Ensuite, la LGV rejoint l'ancienne ligne, au PK 190,946 pour la voie 1 et au 191,795 pour la voie 2. La LGV traverse l'Huisne juste avant son extrémité.
Le schéma directeur des lignes à grande vitesse adopté par le Comité interministériel d'aménagement et de développement du territoire (CIAT) du 14 mai 1991,, prévoyait que la LGV Atlantique soit prolongée en direction de Rennes et Nantes depuis Connerré par la LGV Bretagne-Pays de la Loire. Cela est effectif depuis le 2 juillet 2017.
Caractéristiques techniques :
- Longueur totale : 53 km.
- Vitesse maximale autorisée :
  - Bifurcation de Courtalain en direction de Connerré : 220 km/h
  - de Courtalain à Connerré : 300 km/h.

### Branche sud-ouest

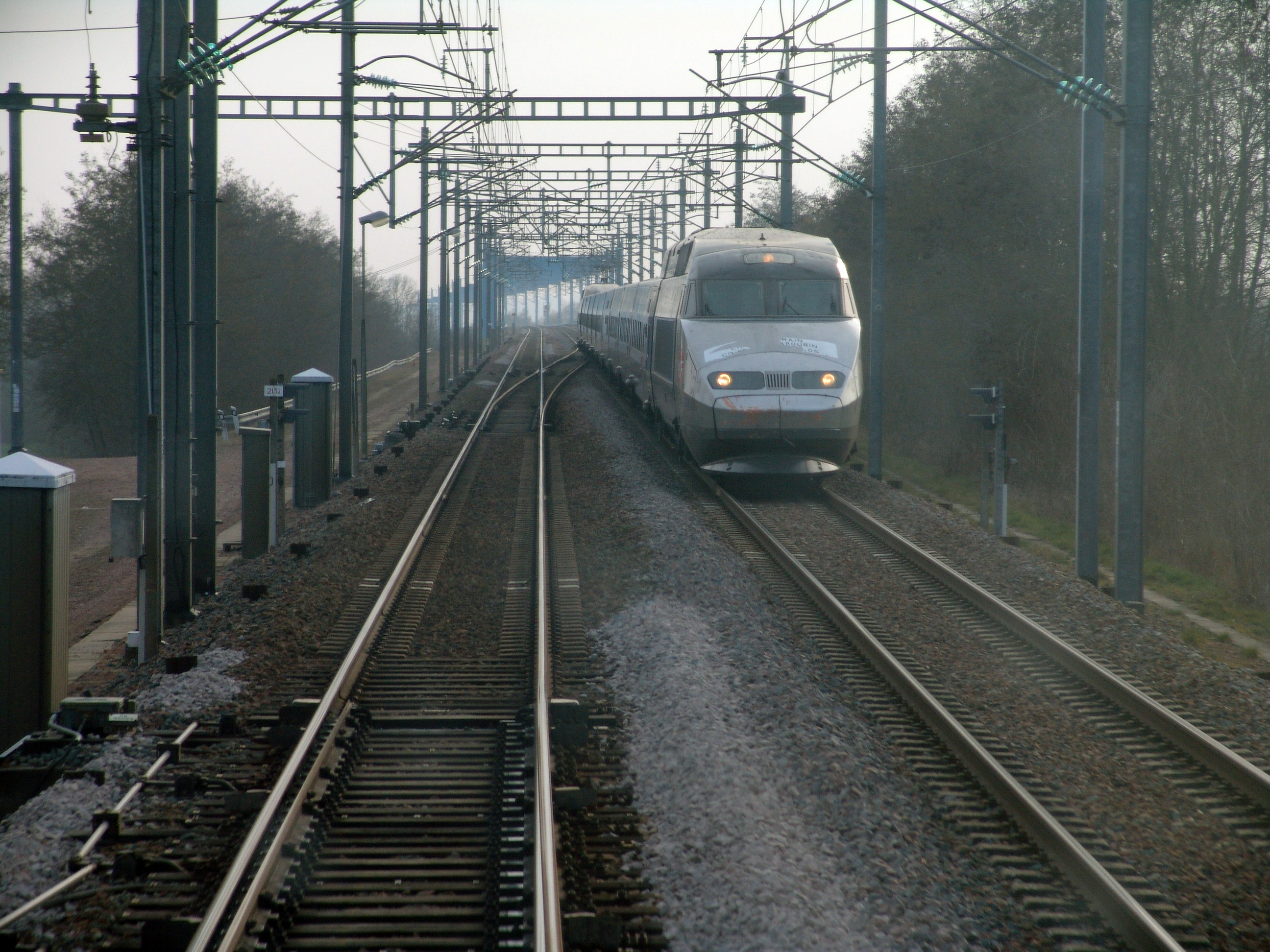
Arrivée sur le viaduc de la Loire, en cabine de conduite d'un TGV Atlantique, en direction de Saint-Pierre-des-Corps, et croisement d'une rame remontant à Paris.

Après Courtalain, la LGV oblique plein sud en direction de la vallée du Loir. La gare de Vendôme TGV, au point kilométrique (PK) 162,0, se situe peu avant le lieu où le record du monde de vitesse ferroviaire avait été établi le 18 mai 1990 (PK 166,8). La LGV entre ensuite en Indre-et-Loire, passe au-dessus de l'A10 et commence sa descente vers la vallée de la Loire. Après le tunnel de Vouvray (1 496 mètres) s'enchaîne une succession de trois viaducs totalisant près d'un kilomètre, faisant passer la LGV au-dessus du fleuve royal. Après l'embranchement de Saint-Pierre-des-Corps, la LGV franchit par deux viaducs le lit du Cher et rentre dans une courte tranchée couverte sous la commune de Larçay. Elle suit ensuite la future rocade de Tours jusqu'à son prolongement, la LGV Sud Europe Atlantique (LGV SEA), mise en service le 2 juillet 2017. Le raccordement de la LGV Atlantique, au nord de Monts, à la ligne historique Paris – Bordeaux, utilisé par les TGV ne desservant pas Saint-Pierre-des-Corps avant la mise en service de la LGV SEA, est désormais hors service (contournement de Tours) ; la section comprise entre les PK 223,628 et 232,216 est officiellement fermée le 20 juin 2017 (mais ses emprises bénéficient d'une demande de maintien dans le domaine public ferroviaire), par décision du conseil d'administration de SNCF Réseau.
Caractéristiques techniques
- Longueur cumulée des ouvrages d'art :
  - Tunnels et tranchées couvertes : 1 699 m ;
  - Ponts et viaducs : 2 848 m.
- Longueur totale : 102 km.
- Vitesse maximale autorisée :
  - de Courtalain à Vouvray : 300 km/h ;
  - de Vouvray à Monts[1] : 270 km/h.

### Filmographie
- [vidéo][Film] « Prélude pour l'Atlantique », Jean-Marie Isnard, 1986, 18:37 min, Centre audiovisuel de la SNCF (consulté le 30 septembre 2024).